# Schizotetranychus papillatus
Schizotetranychus papillatus är en spindeldjursart som beskrevs av Flechtmann 1995. Schizotetranychus papillatus ingår i släktet Schizotetranychus och familjen Tetranychidae. Inga underarter finns listade i Catalogue of Life.